# П'яний янгол
«П'яний янгол» (яп. 酔いどれ天使, Йойдоре тенсі) — японський фільм-драма 1948 року, поставлений режисером Акірою Куросавою. Сьомий фільм Куросави і його перший великий творчий успіх.

## Сюжет
Дія фільму розгортається в післявоєнній Японії, в районі нетрищ, який знаходиться під контролем гангстерських груп. Доктор Санада (Такасі Сімура) — один з небагатьох лікарів, що залишилися в районі. До нього звертається гангстер Мацунага (Тосіро Міфуне), якого поранено в руку, проте він стверджує, що напоровся на цвях. Лікар виймає з його руки кулю, попутно діагностує у гангстера запущену форму туберкульозу, і говорить, що він довго не протягне, наполягаючи, що Мацуназі потрібно у нього лікуватися але бандит грубо відмовляється і йде геть.
Лікар у барі лає пацієнта за те, що той п'є. Коли пацієнт йде геть, лікар сам замовляє випивку. Незабаром стає зрозуміло, що Санада — алкоголік. Єдине, що його утримує від впадіння у нікчемність — прагнення лікувати людей. Йому вдається вилікувати туберкульоз у юної дівчини. До Мацунаги він переживає подвійні почуття — з одного боку, він ненавидить тупість і жорстокість гангстерів, з іншої — відчуває, що в Мацуназі залишилося багато людського, що він не безнадійно зіпсований. Передусім лікар ненавидить свою власну слабкість, саме її він не може собі пробачити, і саме через неї намагається допомогти гангстерові. У розмовах з Мацунагою, який приходить на перев'язки, він відвертий і сміливий. Мацунага обіцяє лікареві кинути пити і ходити лікуватися. Гангстер відчуває, що в його житті щось змінюється, що для того, щоб вижити, йому потрібно змінитися, але тут з'являється ватажок його банди Окада, що повернувся з в'язниці, і Мацунага втрачає тільки що набуту упевненість. Він все ще на роздоріжжі, йому бракує сміливості ухвалити рішення назавжди покінчити з минулим. Він поступається Окадеі п'ядь за п'яддю: спочатку погоджується випити з ним, хоча лікар категорично йому заборонив спиртне, а потім Окада кладе око на подругу Мацунаги.
Становище ускладнюється, коли Окаді повідомляють, що доктор Санада живе з його колишньою дружиною. Ватажок погрожує Санаді, і Мацунага думає, що зможе залагодити цю ситуацію.
Розв'язка настає після того, як Мацунага випадково дізнається, що Окада не лише знизив його в гангстерській ієрархії, але й планує убити його, щоб створити привід для початку війни вуличних банд. Мацунага лютує і входить до кімнати ватажка банди, символічно не знявши вуличне взуття. Його хворобу вже видно неозброєним оком, він слабшає, але тільки тілесно, дух його, навпаки, сильний як ніколи. Не кажучи ні слова, Мацунага з Окадою починають битися — без свідків. Обоє поранені. Окада завдає Мацуназі смертельного удару. З останніх сил Мацунага виходить на терасу, на яскраве сонячне світло, де сушиться чиста білизна, і помирає.
Фільм закінчується сценою, в якій лікар зустрічає дівчину з бару, яка несе урну з прахом Мацунаги. Дівчина була закохана в Мацунагу і мріяла поїхати з ним з міста. Санада не знає, що гангстер загинув, намагаючись розв'язатися з бандою, він думає, що Мацунага убитий у звичайній розбірці. Доктор говорить дівчині, що таких, як Мацунага, ніщо не виправить. «Він був дуже упертим», говорить дівчина. «Не плач», відповідає лікар, «Я знаю, що ти відчуваєш. Тому я і не можу його пробачити».

## У ролях
| Тосіро Міфуне     | ···· | Мацунага                            |
| Такасі Сімура     | ···· | лікар Санада                        |
| Рейсабуро Ямамото | ···· | Окада                               |
| Мітійо Когуре     | ···· | Нанае                               |
| Тіеко Накакіта    | ···· | Мійо                                |
| Норіко Сенгоку    | ···· | Гін                                 |
| Ейтаро Сіндо      | ···· | Такахама                            |
| Йошіко Куґа       | ···· | школярка                            |
| Маюрі Мокушьо     | ···· | донька продавця квіткового магазину |

## Знімальна група
- Автор сценарію — Кейноске Уегуса, Акіра Куросава
- Режисер-постановник — Акіра Куросава
- Продюсер — Содзіро Мотокі
- Композитори — Рьоїті Хатторі, Фуміо Хаясака
- Оператор — Такео Іто
- Монтаж — Акікадзу Коно
- Художник-постановник — Такасі Мацуяма
- Звук — Ватару Конума

## Визнання
| Нагороди та номінації фільму «П'яний янгол» | Нагороди та номінації фільму «П'яний янгол» | Нагороди та номінації фільму «П'яний янгол» | Нагороди та номінації фільму «П'яний янгол» | Нагороди та номінації фільму «П'яний янгол» | Нагороди та номінації фільму «П'яний янгол» |
| Рік                                         | Кінофестиваль/кінопремія                    | Категорія/нагорода                          | Номінант                                    | Результат                                   |                                             |
| ------------------------------------------- | ------------------------------------------- | ------------------------------------------- | ------------------------------------------- | ------------------------------------------- | ------------------------------------------- |
| 1949                                        | Премія Kinema Junpo                         | Найкращий фільм                             | П'яний янгол                                | Перемога                                    |                                             |
| 1949                                        | Премія Майніті                              | Найкращий фільм                             | П'яний янгол                                | Перемога                                    |                                             |
| 1949                                        | Премія Майніті                              | Найкращий оператор                          | Такео Іто                                   | Перемога                                    |                                             |
| 1949                                        | Премія Майніті                              | Найкраща музика до фільму                   | Фуміо Хаясака                               | Перемога                                    |                                             |

## Про фільм
Фільм вважається поворотним у творчості Акіри Куросави, за його власними словами, саме в цьому фільмі він уперше повністю творчо самореалізувався, не будучи скутим нав'язаними йому установками студії або прямим впливом інших кінематографістів: «В цьому фільмі я, нарешті, став самим собою. Це був мій фільм. Його зробив я і ніхто інший».

Саме з цього фільму розпочалася багаторічна співпраця Куросавы і Міфуне. Куросава згадував: 
«…Я виявив, що не можу управляти Міфуне на майданчику. Усвідомивши це, я вирішив — нехай робить як хоче, грає роль по-своєму. З іншого боку, мене турбувало, що якщо я його не контролюватиму, він може відвести мій фільм не в тому напрямі, куди хотів вести його я. Це була справжня дилема. Я в жодному разі не хотів обмежити його вітальність. Врешті-решт вийшло так, що назва фільму відноситься до лікаря, але говорячи про фільм усі згадують саме Міфуне. <…> Я бачив його раніше [у інших фільмах], але не уявляв, що він працює саме так. Наприклад, він завжди реагує дуже швидко. Якщо я пояснюю один аспект ролі, він схоплює відразу десять аспектів. Поставлене режисером завдання він схоплює на льоту. Більшість японських акторів не такі, тому я хотів, щоб Міфуне розвивав свій талант».